# Hipposideros inexpectatus
Hipposideros inexpectatus là một loài động vật có vú trong họ Dơi nếp mũi, bộ Dơi. Loài này được Laurie & Hill mô tả năm 1954.

## Hình ảnh

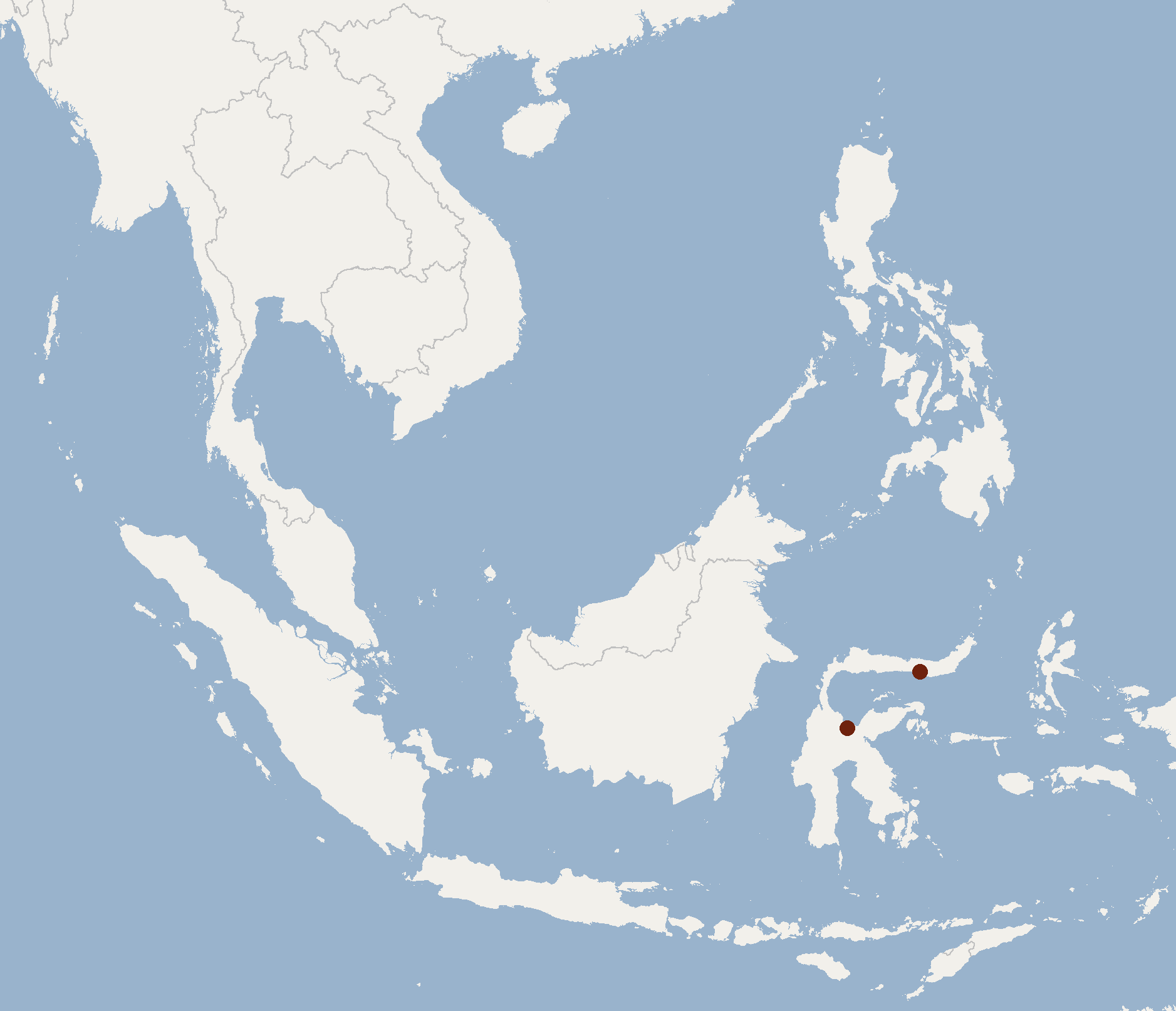